# Eugenio Berríos
Eugenio Antonio Berríos Sagredo (Santiago, 14 de noviembre de 1947-El Pinar, Uruguay, 1992) fue un bioquímico chileno. Fue miembro de la Dirección de Inteligencia Nacional (DINA), elaborando armas químicas como gas sarín y otros químicos.

## Biografía

### Proyecto Andrea
A cargo del Proyecto Andrea, por el cual Augusto Pinochet fabricó gas sarín, para usarlo como arma militar en contra de sus opositores. Michael Townley afirmó judicialmente que el frasco del perfume Chanel Nº5 -que él llevó a Estados Unidos en 1976 para, inicialmente, matar a Orlando Letelier- se encuentra todavía en Chile, lleno de Gas sarín. Townley asimismo reveló al juez Madrid que en Chile no sólo fueron asesinados con sarín el Conservador de Bienes Raíces Renato León Zenteno (1976), y el cabo del Ejército y agente DINA Manuel Leyton (1977), sino también otras personas cuyas muertes se hicieron aparecer como “suicidios” o fallecimientos extraños. Algunas de estas personas, según Townley, tuvieron relación con el almacenamiento y transporte de envases con gas sarín en la década de los años 1970 y comienzos de los años 1980. Uno de ellos sería un médico o asistente que participó en las autopsias de Renato Zenteno y el cabo Leyton.

### Otros secretos turbios de los militares
Pero el químico también guardaba otro secreto: su vínculo con el narcotráfico, con peruanos exagentes de inteligencia militar, chilenos prestamistas y militares.
El diario chileno La Nación acotó que Contreras:

"asegura en su informe que cuando Huber se hizo cargo del Complejo Químico del Ejército, a mediados de los 80, el químico de la Dina Eugenio Berríos, junto a otro "cocinero", se encargaban de elaborar cocaína "negra" o "rusa""."La fórmula para fabricarla era mezclar el alcaloide con sulfato ferroso y otras sales minerales para ayudar a que éste se impregnara del pigmento, de modo que se adhiriera a distintas superficies y careciera del tradicional olor que permite detectarla",

Los cargamentos de cocaína partían desde la Fábrica de Material de Guerra del Ejército (FAMAE) en Santiago. y eran llevados en vehículos militares al Aeropuerto de Santiago. La droga se destinaba a Europa y puntos intermedios, a menudo el Aeropuerto de Puerto Príncipe (Haití) o en Islas Canarias. Uno de los aviones utilizados para los embarques había sido "charteado" por una compañía británica registrada como Quinn Freight, y fue el mismo que usaron Robert Mc Farlane y el coronel Oliver North para viajar a Irán a negociar el plan Irán-Contras.
En "Asesinato en Washington" (1980) los periodistas Dinges y Landau -utilizando fuentes del FBI- informan que Manuel Contreras, director de la DINA, "dio protección a narcotraficantes recibiendo por ellos pagos que fueron a la DINA y al lobby cubano anticastrista", lo que demuestra que las "conexiones y negocios" involucraron a alto nivel a la dictadura, las FF.AA. y los servicios de seguridad. Una forma de "financiar" las operaciones exteriores de la DINA fue el comercio clandestino de drogas y el tráfico de armas.
Berríos pertenecía a una potente red de tráfico de cocaína que abastecía de drogas a Australia y Europa. Más de una vez se reunió en Argentina y Montevideo con sus socios narcotraficantes, todo esto mientras estaba bajo la estricta custodia de la inteligencia militar chilena y uruguaya.
Iván Baramdyka también contó que entre 1983 y 1984 varios núcleos de fabricantes de cocaína colombianos compraban éter y acetona producidos en el Complejo Químico Industrial del Ejército chileno en Talagante. Dicha planta fue transferida en 1979 desde el Bacteriológico, actual Instituto de Salud Pública. En 1987, Gerardo Huber, el exoficial de la DINA asesinado a inicios de 1992 por el caso armas a Croacia, se hizo cargo de esa planta.

### Lo sacan de Chile
La operación silencio diseñada, según el exjefe de la DINE, por Pinochet, conocida también como “control de bajas”, inició el segundo acto: Herrera Jiménez fue sacado también hacia Argentina y luego a Uruguay por la Unidad Especial de la DINE, dirigida por el jefe de la avanzada de Pinochet en el extranjero, el mayor Arturo Silva Valdés, conocido como “El Príncipe”.
El ministro Bañados había citado al ex químico de la DINA Eugenio Berríos a declarar en el caso Letelier. Las alarmas de la inteligencia militar se encendieron de inmediato. Berríos trabajó en la DINA, precisamente en la casa que el organismo tenía en la calle Vía Naranja de Lo Curro, junto a Michael Townley.
La situación de Berríos era sumamente compleja, ya que, además, podía dar a conocer el proyecto Andrea: la creación de gas sarín, de toxina botulínica, entre otros venenos usados para matar a los opositores a la Dictadura Militar. Encargado del proyecto Andrea, después de que Townley fuese enviado a EE. UU., fue el entonces mayor Gerardo Huber.
Huyó a Uruguay en noviembre de 1991, para evitar declarar en el juicio en Chile, por el asesinato de Orlando Letelier. Acompañado del entonces mayor de Ejército Carlos Herrera Jiménez (asesino confeso de Tucapel Jiménez), llegaron a Montevideo. Ahí Berríos fue protegido por miembros de la inteligencia militar chilena y uruguaya como parte de La cofradía (heredera directa de la Operación Cóndor). En noviembre de 1992, fue "secuestrado" por sus mismos guardianes y desaparecido en extrañas circunstancias. Todo esto provocó un escándalo político, policial y militar en Uruguay; fueron convocados a declarar al Parlamento los ministros de Defensa, Mariano Brito (quien poco después caería), de Relaciones Exteriores, Sergio Abreu y del Interior, Juan Andrés Ramírez (quien tuvo que destituir al jefe de policía de Canelones).

### Se encuentra un cadáver
En abril de 1995, en una playa de "El Pinar", cercana a Montevideo, un exfuncionario policial encontró enterrados restos óseos. Los análisis forenses confirmaban en primer término que se trataba de un asesinato al descubrir dos impactos de bala en el cráneo. Luego se encontraron cuerdas junto a los restos que hacían suponer que la víctima fue maniatada antes de ser ejecutada. Se reconstruyó la cabeza con moldes y otras técnicas donde se encontró un gran parecido con Berríos.

Estudios posteriores de ADN realizados en Chile en 2002 mostraron 99,9% de certeza.

### Vida personal
Eugenio Berríos había iniciado sus estudios de química en la Universidad de Concepción, pero terminándolos en la Universidad de Chile en Santiago. Berríos estaba casado con una ex vedette a la que le cambió la identidad para intentar sepultar su pasado, convirtiéndola legalmente –con la ayuda de sus contactos– en Viviana Egaña Bonnefoy. En su poder él llevaba también una cédula de identidad falsa, con su foto, pero con el nombre de Hermes c. Lo que Viviana no pudo olvidar fueron sus arrebatos de violencia.
“Un día peleamos con Eugenio y éste, muy enojado, sacó de un mueble un frasco muy pequeño de perfume y me amenazó. Mostrándome el frasco me dijo: sabe ‘Pellito’ (el sobrenombre que le puso), si usted se porta mal yo la mato con esto”.

## Años posteriores
En 2008 se estrena la película Matar a todos, basada en el libro 99% asesinado escrito por Pablo Vierci sobre el caso "Berrios". La película roza el caso Berrios porque en realidad trata la relación de una mujer con su padre militar.
Diversos medios de comunicación como el diario chileno La Nación y el diario mexicano La Jornada han liberado noticias en las que culpan a la DINA de su asesinato. Berríos también fue acusado en Chile de participar en el asesinato del expresidente Eduardo Frei Montalva (1964-1970) lo cual fue desementido con la posterior investigación y confirmado por su mismo hijo Eduardo Frei Ruíz-Tagle, además fue acusado de experimentar con armas químicas en presos políticos en la dictadura de Pinochet (1973-1990). Los abogados vinculados a su asesinato aseguraron que la declaración del Coronel retirado de la Dina que inculpó a oficiales ratifica la participación del Ejército Chileno en su muerte.

"Los últimos días de noviembre de 1992, arrodillado y atado por los brazos, al químico lo obligaron a bajar la cabeza. Arturo Silva le dio el primer tiro. El otro lo disparó uno de los tres militares uruguayos bajo arraigo en Chile. Fue un pacto de honor y silencio. Una bala por cada país"
Diario La Nación

El Ejército chileno habría ocultado de la justicia chilena a Berrios mientras era buscado.